# Reichsgau Flandern
1944–1945
Entités précédentes :
- Reichskommissariat Belgien und Nordfrankreich

Entités suivantes :
- Belgique

Le Reichsgau de Flandre (en allemand : Reichsgau Flandern ; en néerlandais : Rijksgouw Vlaanderen) fut un éphémère Reichsgau de l'Allemagne nazie établi en 1944. Il comprenait l'actuelle Région flamande dans ses anciennes délimitations provinciales, incluant donc Comines-Warneton mais excluant Fourons. Bruxelles était aussi exclue et jouissait d'un statut territorial spécial.

## Contexte

### Occupation de la Belgique
Après son invasion par l'Allemagne en juin 1940, la Belgique fut initialement placée "temporairement" sous un gouvernement militaire, même si des factions plus radicales au sein du gouvernement allemand comme les SS demandaient l'installation d'un autre gouvernement civil nazi comme il avait été fait en Norvège et aux Pays-Bas.
La Belgique a été réunie aux deux départements français du Nord et du Pas-de-Calais (inclus au motif qu'une partie de ce territoire appartenait à la Flandre germanique, ainsi que le fait que toute la région formait une unité économique intégrale) en tant qu'Administration militaire de la Belgique et du Nord de la France (Militärverwaltung in Belgien und Nordfrankreich).

### Projets d'annexion
En dépit de cette attitude  à ce moment, il fut décidé que la zone devrait un jour être assimilée au sein du Troisième Reich, et être divisée en trois nouveaux Reichsgaue d'un Grand Reich allemand : Flandern et Brabant pour les territoires flamands, et Wallonien pour les parties wallonnes.

## Annexion au Reich

### Mise en place d'unReichskommissariat
Le 12 juillet 1944, le Reichskommissariat Belgien-Nordfrankreich fut établi afin d'atteindre ce but, issu de la précédente administration militaire.
Ce pas ne fut curieusement franchi qu'à la toute fin de la guerre, lorsque les armées allemandes s'étaient déjà pleinement retirées. Le nouveau cadre administratif est ainsi rendu caduc par les avancées alliées en Europe de l'Ouest en septembre 1944, et l'autorité du gouvernement belge en exil était restaurée. L'incorporation effective de ces provinces dans l'État nazi n'eut donc lieu que de jure, et avec leurs leaders déjà en exil en Allemagne. Les seuls endroits où un gain notable a été fait en rétablissant l'autorité du Reich eut lieu dans les parties du sud de la Wallonie pendant la bataille des Ardennes. Les collaborateurs réalisèrent simplement une victoire à la Pyrrhus puisque quand les chars alliés avaient roulé sur la Belgique plusieurs mois avant cela avait déjà signé la fin de leurs domaines personnels dans le Reich. Beaucoup de leurs partisans ont fui vers l'Allemagne où ils ont été enrôlés dans la Waffen-SS pour participer aux dernières campagnes militaires du Troisième Reich.

### Mise en place
En décembre 1944, la Belgique (qui incluait également théoriquement les deux départements français) fut découpée en un Reichsgau Flandern, un Reichsgau Wallonien, et un Distrikt Brüssel, qui était tous nominalement annexés au Grand Reich allemand (excluant donc la province de Brabant qui avait été proposée). Le Parti rexiste sous la direction de Léon Degrelle devint en Wallonie le seul parti politique, de même que le parti DeVlag en Flandre sous la direction de Jef van de Wiele. Van de Wiele fut nommé "Chef national du peuple flamand" (Landsleider van het Vlaamsche volk) en plus des titres usuels de Gauleiter und Reichsstatthalter accordé aux administrateurs régionaux nazis allemands. Il devint également le "Chef du Comité de Libération flamand" (Hoofd van het Vlaamsche Bevrijdingscomité).

## Dissolution
À la suite de la chute du IIIe Reich, Adolf Hitler n'a pas pu réaliser ses projets de réunification des territoires de race aryenne et d'ethnie allemande comme la Belgique.
Encore à nos jours, des parties politique Belge essayent encore de réaliser ce projet.